# Alfândega da Fé
Alfândega da Fé es una villa portuguesa perteneciente al distrito de Braganza, en la región de Trás-os-Montes (Norte) y la comunidad intermunicipal de Tierras de Trás-os-Montes, con cerca de 2000 habitantes.

## Geografía
Es sede de un municipio con 321,96 km² de área y 5963 habitantes (2001), subdividido en 12 freguesias.

## Localización
El municipio limita al norte con el municipio de Macedo de Cavaleiros, al este con Mogadouro, al sur con Torre de Moncorvo y al oeste con Vila Flor.

## Demografía
| Gráfica de evolución demográfica de Alfãndega da Fé entre 1864 y 2021 |
|                                                                       |
| Datos según el nomenclátor publicado por el INE portugués.            |

## Freguesias
Las freguesias de Alfãndega da Fé son las siguientes:
- Agrobom, Saldonha e Vale Pereiro
- Alfândega da Fé
- Cerejais
- Eucisia, Gouveia e Valverde
- Ferradosa e Sendim da Serra
- Gebelim e Soeima
- Parada e Sendim da Ribeira
- Pombal e Vales
- Sambade
- Vilar Chão
- Vilarelhos
- Vilares de Vilariça